# Зайцівська сільська рада (Бахмутський район)
| Зайцівська сільська рада — колишній орган місцевого самоврядування у Бахмутському районі Донецької області з адміністративним центром у с. Зайцеве. Сільській раді підпорядковані населені пункти: - с. Зайцеве - с. Вершина - с. Весела Долина |

## Склад ради
Рада складається з 16 депутатів та голови.

## Керівний склад сільської ради
| ПІБ                                | Основні відомості                                                    | Дата обрання | Дата звільнення |
| ---------------------------------- | -------------------------------------------------------------------- | ------------ | --------------- |
| Гєєва Єлизавета Юріївна            | Сільський голова, 1964 року народження, освіта, член Партії регіонів | 26.03.2006   | 31.10.2010      |
| Пономаренко Олександр Анатолійович | Сільський голова, 1967 року народження, освіта вища, безпартійний    | 31.10.2010   |                 |

Примітка: таблиця складена за даними джерела